# Йоган Якоб Швепп
Йоган Якоб Швепп (нім. Johann Jacob Schweppe; 16 березня 1740 р., м. Вітценхаузен, земля Гессен, Німеччина — 18 листопада 1821 р., м. Женева, Швейцарія) — німецький за походженням ювелір та годинникар; винахідник-аматор і підприємець, засновник компанії «J. Schweppes & Со» (і торгової марки «Schweppes»).
Швепп починав бізнес як власник невеликої ювелірної крамнички в Женеві, куди переїхав в 1765 р. Він займався ювелірною справою і годинникарством, але був також винахідником-аматором і з молодих років мріяв створити безалкогольне шампанське, з бульбашками, але без вмісту спирту. Близько двадцяти років він експериментував над створенням промислової установки для виготовлення мінеральної води, штучно насиченої вуглекислим газом. Створити таку установку йому успішно вдалося 1783 р., вдосконаливши сатуратор, винайдений 1770 р. шведським хіміком Торберном Улафом Берґманом (1735—1784). В тому ж році (1783) Швеппс разом з своїм бізнес-партнером Діссеном Воргангом запатентували в Швейцарії газовану воду як лікувальний засіб і розпочали її продаж на території Швейцарії.
1790 року Швепп разом з партнерами по бізнесу заснували в Женеві фабрику з виробництва газованої води і 6 жовтня продемонстрували процес її виробництва для широкого загалу. Однак вже 1792 р. Швеппс переніс своє виробництво до Англії, зрозумівши, що там попит на його продукцію буде більшим. 1792 р. він з компаньйонами заснували завод на вул. Друрі Лейн в лондонському Ковент-Гардені, але бізнес зазнав краху в 1795 р. Незабаром після цього Швепп повернувся до Женеви, де й помер 1821 р. Та вже невдовзі завдяки промоції (пропаганді) Швеппсового напою Еразмом Дарвіном напій став дуже популярним в Англії, його навіть використовували при лікуванні малярії в британській Індії. В 1831 році, згідно з привілеєм короля Вільгельма IV, компанія «J. Schweppes & Со» стала постачальником газованих напоїв до королівського двору Великої Британії. Привілей офіційного постачальника королівського двору був підтверджений і наступницею Вільгельма IV королевою Вікторією у 1837 р. В 1834 р. «J. Schweppes & Со» була викуплена у спадкоємців Швеппа англійцями Джоном Кемпом-Велчем і Вільямом Евіллом, але зберегла в назві ім'я свого творця-засновника Йогана Швеппа і заснованої ним торгової марки.